# Внешторгбанк СССР
Внешторгбанк СССР (полное название до 1987 года — Банк для внешней торговли СССР) — государственный банк СССР, созданный в 1922 году для осуществления международных расчётов, финансирования внешнеторговых операций и управления валютными активами. Он являлся ключевым элементом советской банковской системы, отвечающим за валютные операции и обслуживание внешнего долга страны.
В 1987 году Внешторгбанк СССР был реорганизован во Внешэкономбанк СССР, а в 1988 году прекратил своё существование в прежнем виде, передав свои функции вновь образованной структуре - ВЭБ.РФ.

## История
История банка начинается 18 октября 1922 года с создания Российского Коммерческого банка (сокращённо Роскомбанк). Первоначально его задачей было обслуживание внешнеторговых операций молодого советского государства.
В 1924 году банк был преобразован в Банк для внешней торговли СССР, получивший неофициальное, но широко известное название — Внешторгбанк СССР (ВТБ).
В течение всего советского периода Внешторгбанк СССР играл ключевую роль в финансовой системе страны, являясь единственным банком, уполномоченным осуществлять международные расчёты и управлять валютными активами и обязательствами СССР. Банк проводил операции по внешнеторговым кредитам, руководил сетью заграничных банков и обслуживал внешний долг СССР.
В 1987 году в рамках перестроечных реформ Внешторгбанк СССР был реорганизован и переименован в Банк внешнеэкономической деятельности СССР (Внешэкономбанк СССР, ВЭБ). Формально, как «Внешторгбанк СССР», он прекратил своё существование в 1988 году, когда новые банковские законы утвердили Внешэкономбанк как его преемника, расширив его функции в изменившихся экономических условиях.

## Функции
Основной функцией Внешторгбанка СССР было обслуживание внешнеэкономических связей Советского Союза. Банк осуществлял:
- Расчёты по экспортно-импортным операциям: проведение платежей, аккредитивов и других форм расчётов, связанных с международной торговлей.
- Управление внешним долгом СССР: привлечение иностранных кредитов, их погашение и обслуживание процентных выплат.
- Валютные операции: проведение операций по обмену валют, формирование и управление государственными валютными резервами.
- Кредитование внешнеторговых организаций: предоставление займов государственным предприятиям и внешнеторговым объединениям для финансирования их деятельности.
- Руководство сетью заграничных банков: Внешторгбанк СССР курировал деятельность советских и смешанных банков за рубежом (таких как Московский народный банк в Лондоне, Ost-West Handelsbank во Франкфурте-на-Майне и другие), которые играли важную роль в продвижении советской торговли и финансирования на международном рынке.

## Руководство
Высшим органом управления Внешторгбанка СССР было Правление, Председатель которого назначался высшими государственными органами СССР.
Среди председателей банка (до 1988 года) были:
- Таратута, Виктор Константинович (1924—1926)
- Данишевский, Карл Христианович (1926—1928)
- Сванидзе, Александр Семёнович (1930-е годы)
- Чернышёв, Павел Михайлович (1940-е годы)
- Коровушкин, Александр Константинович (1950—1955)
- Назаркин, Константин Иванович (1955—1960)
- Свешников, Мефодий Наумович (1961—1970)
- Иванов, Юрий Александрович (1970—1987)
- Московский, Юрий Сергеевич (1987—1992) — возглавил банк на этапе его реорганизации во Внешэкономбанк СССР.